# Massacre de Mullivaikkal
Le massacre de Mullivaikkal est le nom donné au massacre de dizaines de milliers de Tamouls sri lankais en 2009, au cours des dernières étapes de la guerre civile du Sri Lanka qui s'est terminée en mai 2009 dans une minuscule bande de terre à Mullivaikkal (en), Mullaitivu,. Paroxysme du génocide perpétré par le pouvoir cinghalais à l’encontre de la minorité Tamoule au Sri Lanka. Le gouvernement srilankais avait désigné une zone de sécurité à Mullivaikkal : selon l'ONU, entre 40 000 et 70 000 civils tamouls y ont été piégés, et ont été tués par les actions des forces armées srilankaises, la grande majorité de ces morts civils étant le résultat de bombardements aveugles par les forces armées srilankaises,,,,,,,,,,. Ces attaques sont donc dans la continuité des actions du gouvernement sri lankais à l’image du bombardement de l’hôpital de Mullivaikkal perpétré par celui-ci le mois précédent. 

## Déroulement
Pendant la bataille, les forces gouvernementales ont lourdement bombardé la zone, y compris les hôpitaux, le centre de l'ONU et les environs du navire de la Croix-Rouge.
Le rapport du groupe d'experts de l'ONU décrit comment « dès le 6 février 2009, l'armée srilankaise a continuellement bombardé la zone qui est devenue la deuxième zone d'exclusion aérienne, dans toutes les directions, terrestre, aérienne et maritime. On estime qu'il y avait entre 300 000 et 330 000 civils. L'assaut de l'armée srilankaise a utilisé des bombardements aériens, de l'artillerie à longue portée, des obusiers et des lance-roquettes multiples ainsi que des petits mortiers, des lance-roquettes et des tirs d'armes légères, dont certains tirés à courte portée. Les lance-roquettes multiples, lorsqu'elles sont non guidées, sont des armes à saturation de zone ; utilisées dans des zones densément peuplées, elles sont aveugles et peuvent causer un grand nombre de victimes. »
L’armée sri lankaise a commis des crimes de guerre lors de leur offensive. L’armée sri lankaise a perpétré des violences sexuelles , des actes de tortures et des exécutions sommaires contre les hommes et femmes Tamoules. Ce fut le cas de Isaipriya, une célèbre actrice et journaliste tamoule violée, torturée puis tuée par les soldats sri lankais. Les images de son cadavre dénudé ont été filmées par les tortionnaires eux-mêmes. Un haut responsable de l'Organisation des Nations unies a jugé que les images étaient authentiques. Amnesty International et Human Rights Watch ont également vérifié qu'il s'agissait bien d'elle.